# Biograf
För andra betydelser, se Biograf (olika betydelser).
- Övre vänster: Filmduk på Skandia-Teatern i Stockholm.
- Övre höger: K-märkta Skandia-Teatern, arkitekt Gunnar Asplund.
- Undre vänster: Filmprojektor i maskinrummet på en biograf.
- Undre höger: Vaxholms biografteater, i drift sedan 1917.

Biograf, även bio eller vita duken, är en lokal eller plats utrustad för regelbunden filmvisning där film visas för åskådare, vanligen mot betalning.
Film visas traditionellt medelst projektering på filmduk, där filmprojektorn sitter placerad på en förhöjd position bakom publiken. Visning inomhus sker i rum byggda som teaterhus, kallade biosalonger.

## Etymologi
Biograf kommer av grekiskans bios (βίος), "levande" och gráphō (γράφω), "rita, måla, skriva", dvs ungefär "levande avbildning".
Ordet "Biografen" påträffades första gången i januari 1899 i en tidningsannons i Stockholm där det lovades "Lefvande bilder i naturlig storlek". Förmodligen var det filmprojektorns namn som avsågs i annonsen liksom i en annan annons från 1901 för filmvisning med "Elektro-Motor-Biografen". Redan på tidiga 1900-talet användes "biograf" och senare bara "bio". Det är endast i Sverige och Danmark som ordet används med denna innebörd.. Ett annat smeknamn för biograf är "vita duken". I främst Skåne kallas den ofta bia och åtminstone i Helsingforsområdet för leffa. Biografteater var en tidigt benämning.
I de flesta andra språk används varianter av ordet "kinematograf", som cinema (engelska), cinéma (franska), kino eller Kino (norska och tyska), efter grekiskan κίνημα, kinēma, "rörelse", och γράφειν, graphein, "skriva", "teckna". Även varianter av respektive språks ord för "teater" kan förekomma.
Ordet biograf har dessutom en annan betydelse; det är den personen som författar en biografi.

## Historia
Den 1 november 1895 visades projicerad film för första gången för betalande publik. Detta skedde med hjälp av bröderna Skladanowski's Bioskop i Berlin. Senare den 28 december 1895 Auguste och Louis Lumières kombinerade filmkamera och projektor le Cinématographe. Visningslokalen var en orientaliskt inredd biljardsalong som kallades Salon Indien och rymde 120 personer i källaren på Grand Café på Boulevard des Capucines nummer 14, i Paris. Biografen presenterades som Cinématographe Lumière på affischer och var världens första bio. Priset premiärkvällen var 1 franc. Filmen som visades hette L'Arrivée d'un train en gare de la Ciotat (Tåget ankommer Ciotats station).
I USA började TV påverka biografbesöken runt 1950, och i ett försök att konkurrera dammade man av flera olika vidfilmssystem från 1920-talet, nu i färg och med stereoljud. Även olika system för 3D-film introducerades, och publiken strömmade till, även i Sverige, där man också hade problem med biografdöden. I början av 1970-talet delade man upp vissa större biografer i flera mindre salonger, så kallade multibiografer (se Filmstaden) för att på så sätt öka publiktillströmningen och förlänga visningstiden för filmerna. Ändå slogs många singel-biografer ut i det man kallar biografdöden. Efter 1990-talet stabiliserades läget beträffande biobesök, trenden gick mot färre biografer men med fler salonger och med bättre teknik.
Trots hoten från hemmabioanläggningar med högupplösande bildskärmar i jätteformat, DVD-filmer, tillgång till många TV-kanaler samt legal eller illegal nedladdning från internet, har antalet biobesök i Sverige legat på en stabil nivå sedan mitten av 1990-talet. Det visar en studie som utförts av SOM-institutet vid Göteborgs universitet, på uppdrag av Svenska Filminstitutet. I studien framgår att 83 % av den svenska befolkningen fortfarande tycker att film är bäst på bio, vilket är ett känt talesätt. Besökssiffrorna under år 2007 uppskattades till knappt 15 miljoner biobesök.
År 2002 bildade stora filmbolag ett samriskföretag med namnet Digital Cinema Initiative, DCI, med syftet att ta fram en standard för digitalbio. Några år senare påbörjades övergången från distribution av 35 mm film till distribution av filer enligt DCP-specifikationen. År 2007 hade ett fåtal svenska biografer installerat digitala projektorer och år 2013 var övergången i stort sett fullbordad. Distribution av 35 mm film (undantaget en nisch-marknad) upphörde under 2013. Digitaliseringen innebar ett uppsving för biografbranschen eftersom även mindre biografer, som tidigare på grund av begränsad tillgång till 35 mm visningskopior gavs lägre prioritet av distributörerna, nu kunde premiärvisa storfilmer samtidigt som de stora kedjorna.

## Biograftyper
- Premiärbiograf: Enstaka, utvalda biografer som visar en films premiär, ofta i närvaro av några av filmens skådespelare.
- Multibiograf, multiplexbiograf eller flersalongsbiograf: Flera större och mindre biografsalonger på samma plats som kan visa ett brett utbud av filmer. Ofta kan en eller fler av salongerna vara premiärsalonger. Motsatsen är singel-biograf.
- Arthousebiograf. Detta är en biograf som visar kvalitetsfilm, ofta från Europa.
- Kvartersbiograf: Biograf med begränsad, ofta specialiserad repertoar, som vänder sig till en lokal publik.
- Drive-in-biograf: En biograf under bar himmel där film visas på en stor duk framför en parkeringsplats och där publiken sitter i sina bilar.
- Non-stop-biograf: Biograf som visar film fortlöpande och utan stopp ("non-stop").
- 4D/5D-biograf: visar filmer i 3D men har dessutom stolar som rör sig, vindpustar, vattenstänk och dofter i salongen som utgör en fjärde dimension.
- IMAX-biograf: använder filmformat 70 mm och inspelning i IMAX-format vars bild projiceras mot en kupol och täcker hela synfältet hos besökaren. Numera sker IMAX-visningarna digitalt och visar företrädesvis storfilmer.
- Porrbiograf: En biograf som har huvudsakligen filmer med pornografiskt innehåll på sin repertoar.
- Hemmabio: En mindre privat biograf i hemmet med utrustning bestående av bland annat projektor, filmduk och ljudanläggning.

## Lokaler
Själva biografen består av en entré, minst en foajé, biljettförsäljning med concession (godis, läsk och dylikt), ett insläpp där biljetten kontrolleras, salong och maskinrum. Tidigare gick en försäljare med låda på magen i pauserna genom raderna och sålde godis. Utanför biografen finns skyltskåp med filmaffischer samt en baldakin ovanför entrédörrarna som väderskydd och uppmärksamhetsskapare.

### Insläpp
Insläppet används bland annat för att se till så att alla har giltiga biljetter och för att kontrollera publikens ålder. I Sverige finns flera olika åldersgränser, som har införts undan för undan. En biografanställd kan bli bötfälld, eller få fängelse upp till sex månader, om personer som inte har åldern inne släpps in för att få se filmen eller förevisar film som inte har granskats av statens medieråd för folk under 15 år.

### Salonger
I salongen finns sittplatser, filmduken och ett antal högtalare men dessutom projektionsgluggen från maskinrummet där ljuset kommer från projektorn på väg till duken. Sittplatserna brukar vara placerade på ett lutande golv så att alla platser ska ha fri sikt fram till duken. Några få salonger har fortfarande THX klassificering, vilket ställer exakta krav på hur högtalarna är placerade, hur bra salongen är ljudisolerad, och hur stor duken är.
Bildens storlek kan på vissa biografer ändras från maskinrummet genom att motoriserade eller handdrivna tygstycken blockerar delar av duken. Dessa tygstycken kallas dukmask.
Flera biografer har mer än en salong knutna till varandra. Dessa kallas flerbiografer eller multiplex. Då försörjs salongerna från en foajé och en eller flera biljettkassor. Salongerna varierar i storlek från de minsta med 18 platser till riktigt stora på cirka 500 platser. Biografer med fler salonger (i Sverige 2 - 18 salonger) har stadigt blivit fler och fler under de senaste 30 åren i takt med att biografbesöken minskat. Även mindre orter får nu biografer med flera salonger.

### Maskinrum
Maskinrummet i en biograf är det rum där filmprojektorerna är placerade. Biografens maskinrum ligger mitt emot filmduken. Rummet är ljudisolerat så att projektorns ljud inte tränger ut i salongen. I maskinrummet arbetar biografmaskinisten. Hon eller han kan genom några små fönster se ut i salongen och på filmduken och kontrollera att filmvisningen fungerar utan anmärkning. Idag sker nästan all filmvisning digitalt, varför ingen separat maskinist behövs, filmerna startas från salongen eller via automatikens timer. De enda analoga filmvisningar som sker är visning av storfilmer i 70mm, då i Stockholm, Göteborg och Malmö.

## Bilder

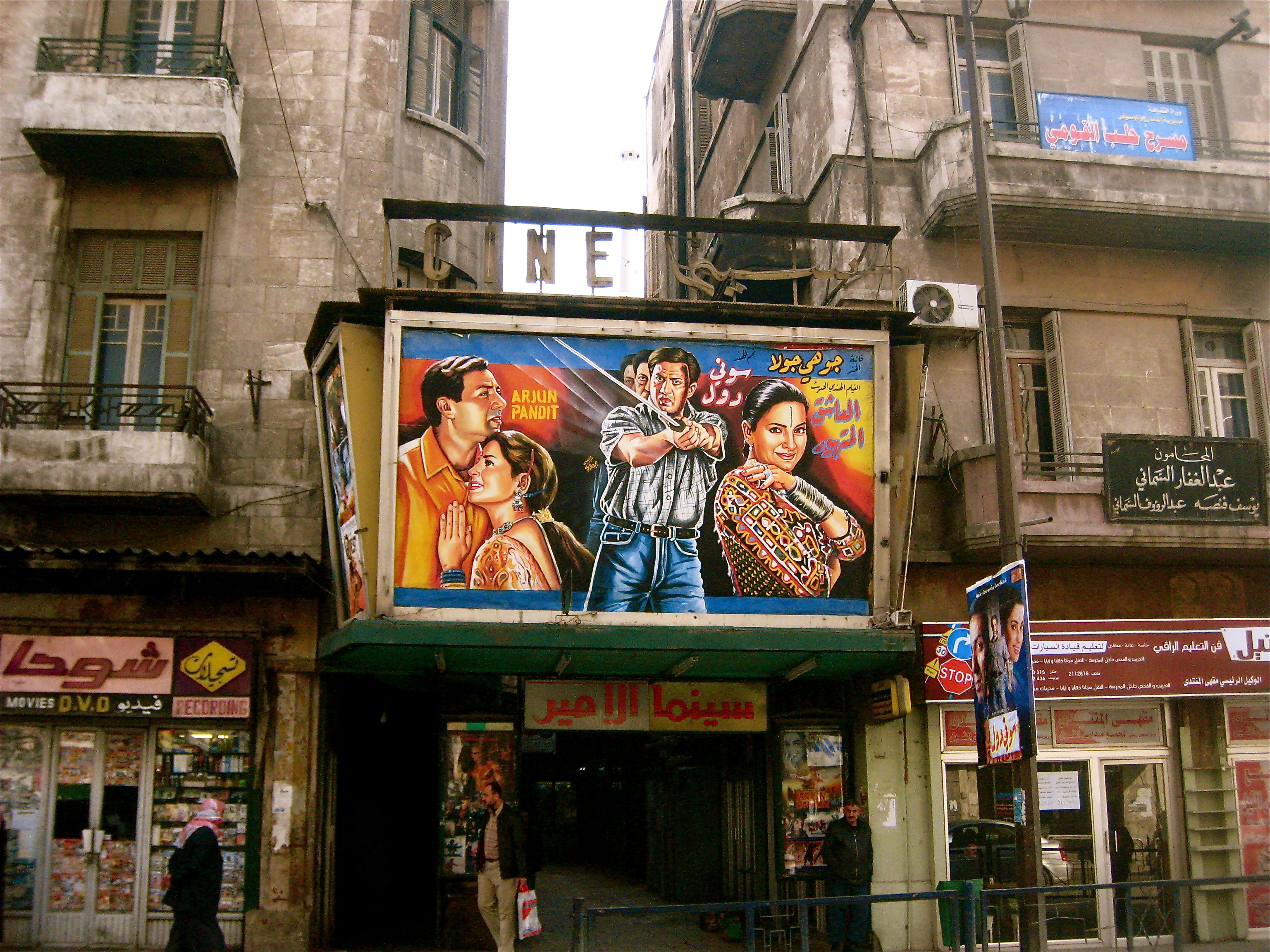
Biograf i Aleppo i Syrien.
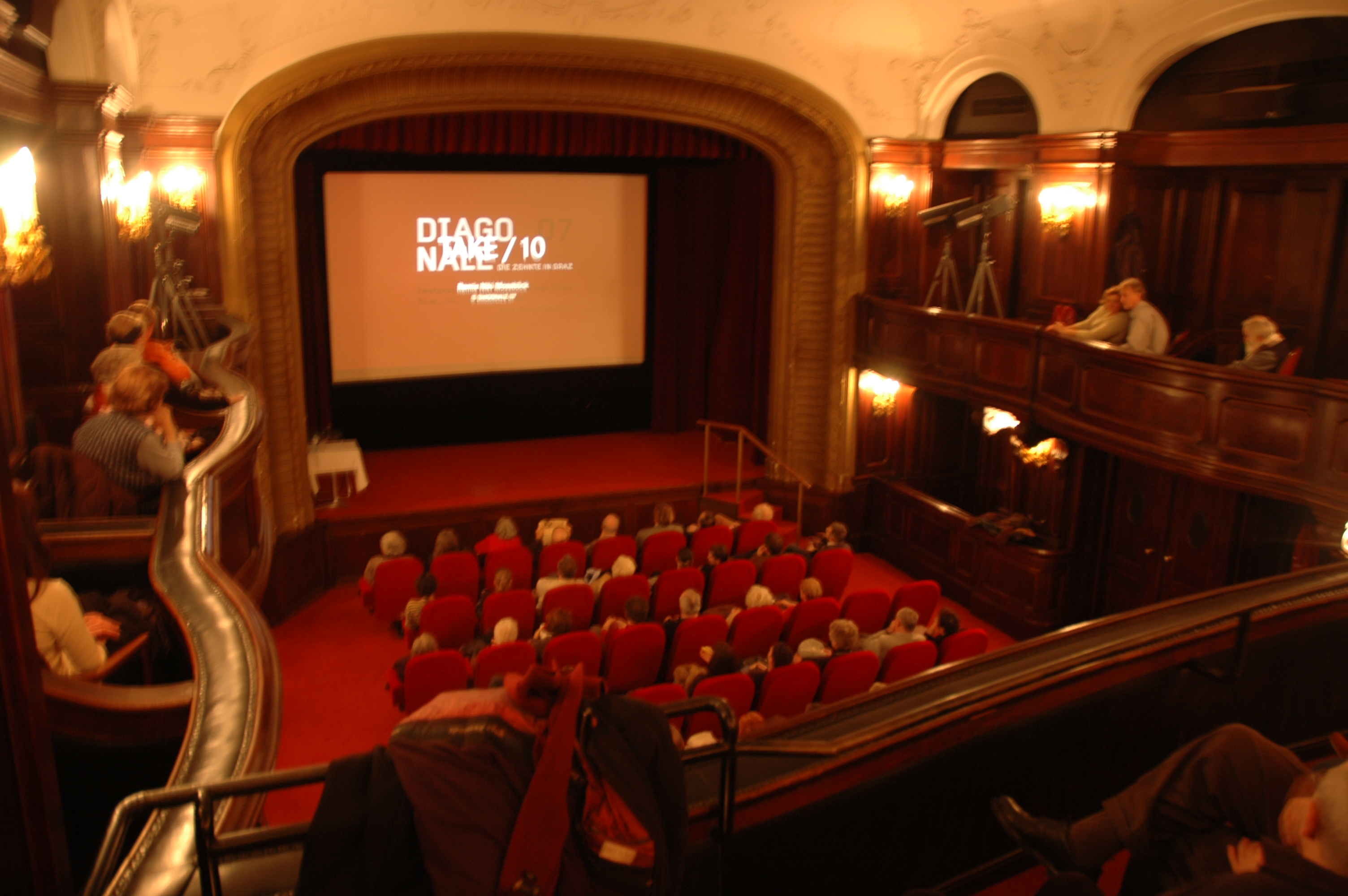
Biograf Metro i Wien.
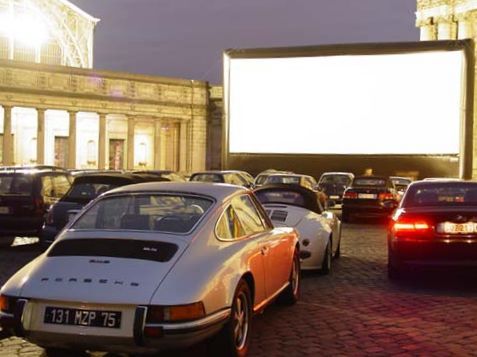
Drive-in-biograf i Bryssel.
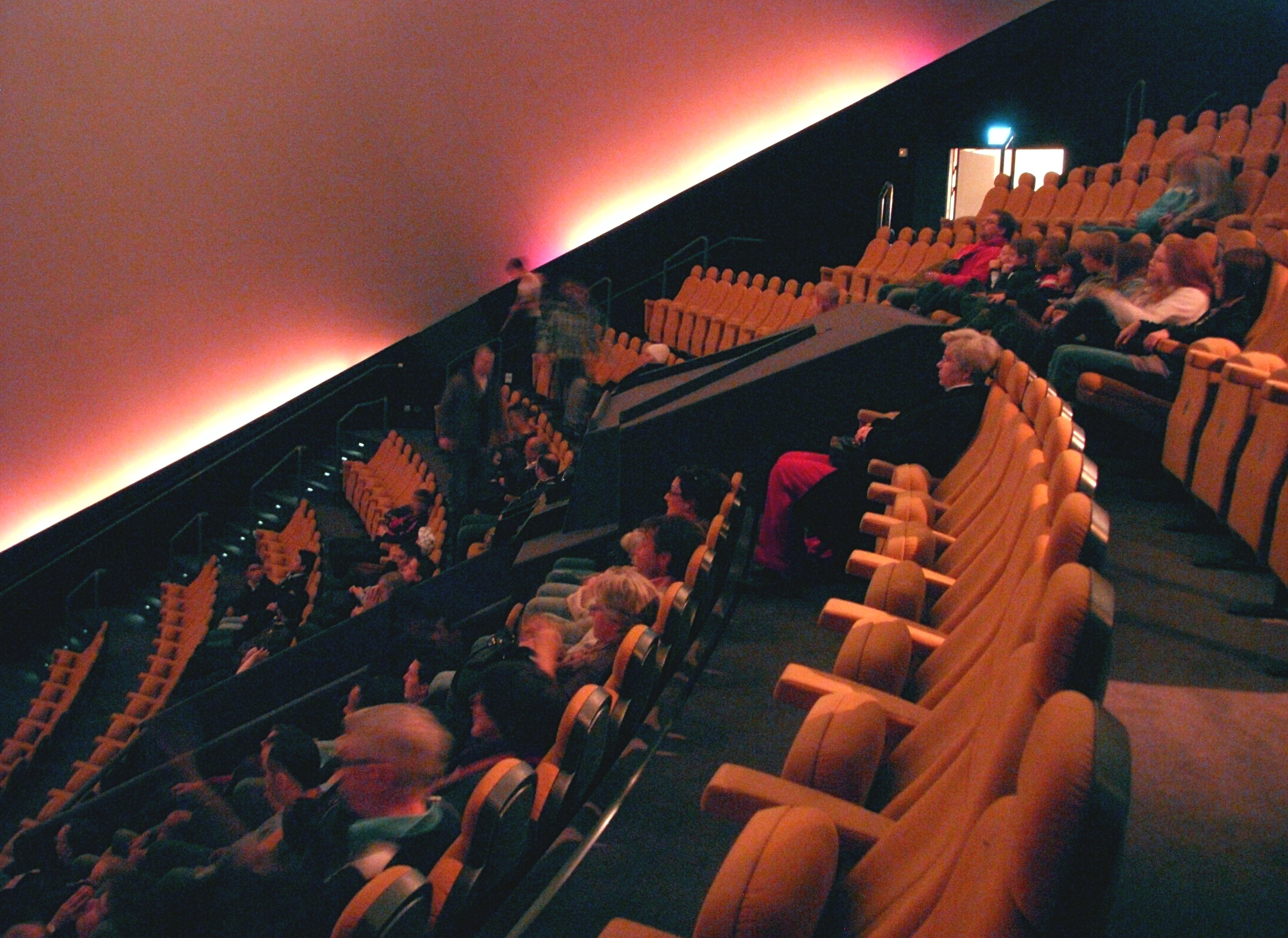
Salongen i Cosmonova i Stockholm.
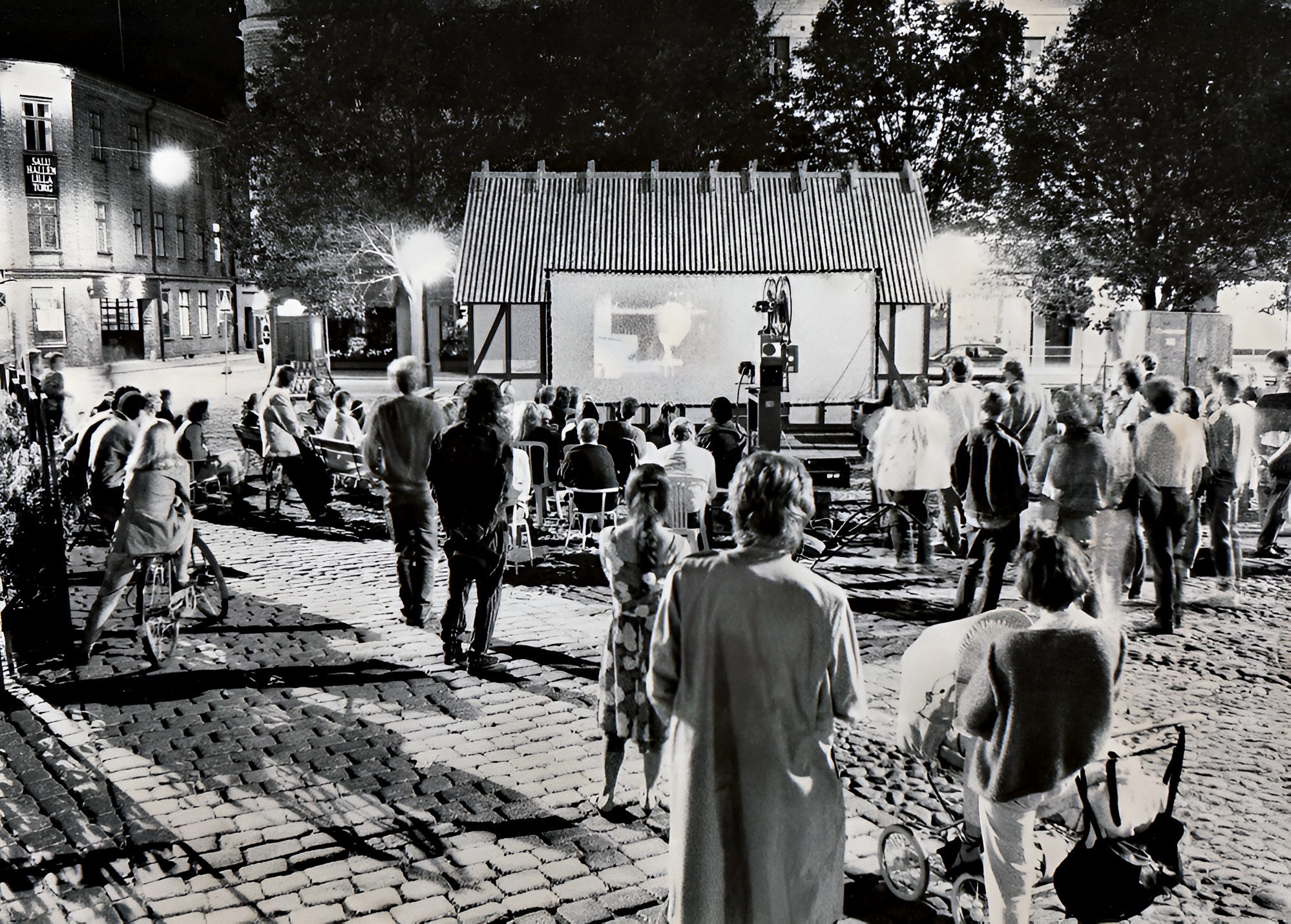
Folkets Bio i Malmö anordnade friluftsvisningar på Lilla torg 1989.
Sveriges äldsta biograf, Biografteatern Scala i Ystad.
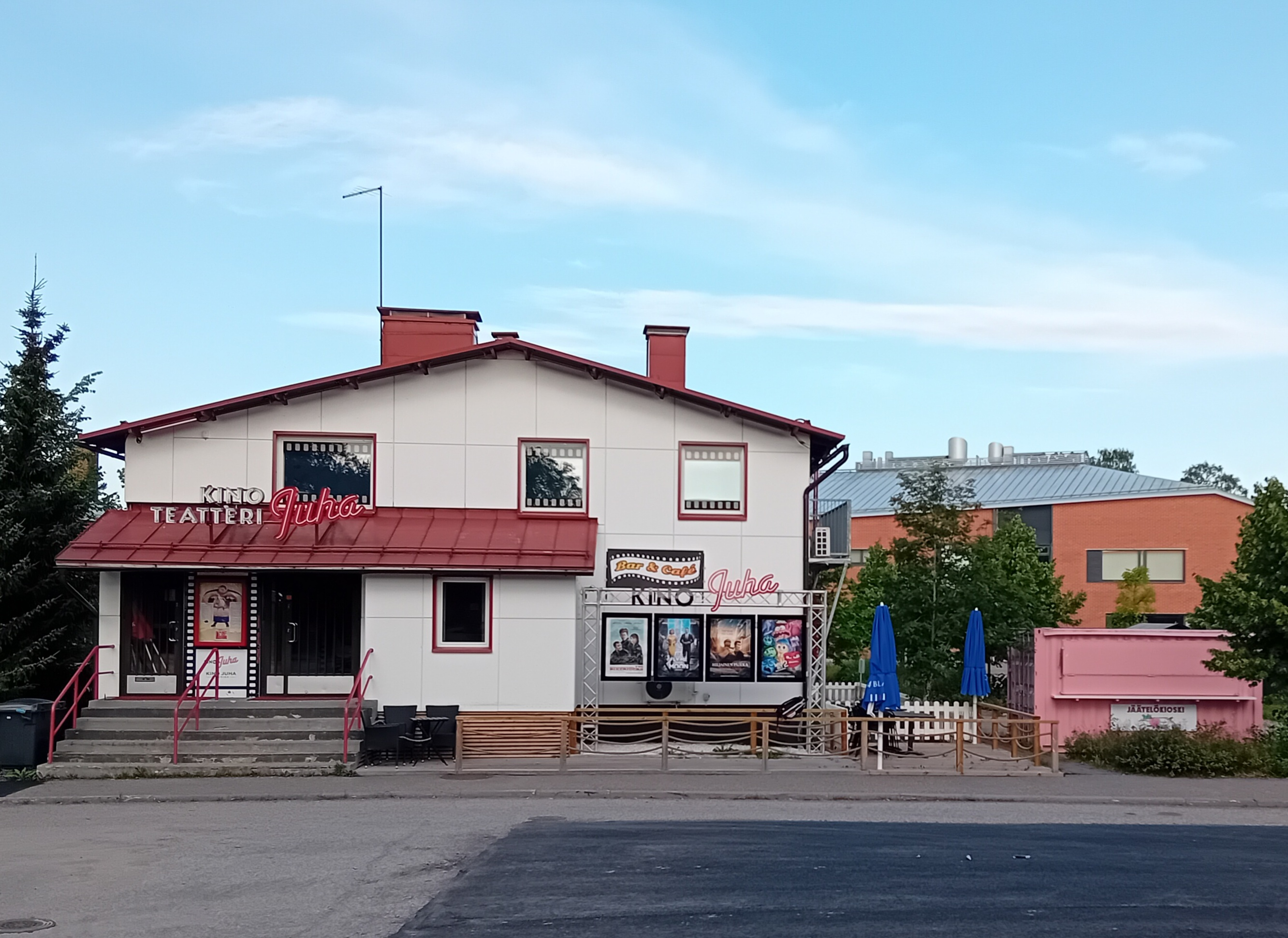
En liten Kino Juha biograf i Nurmijärvi, Finland.